# Dicladocera molle
Dicladocera molle är en tvåvingeart som beskrevs av Coscaron 1967. Dicladocera molle ingår i släktet Dicladocera och familjen bromsar. Inga underarter finns listade i Catalogue of Life.